# René Galy-Dejean
Pour les articles homonymes, voir Galy et Dejean.
René Galy-Dejean, né le 16 mars 1932 à Mauvezin (Gers), est un homme politique français, membre du Mouvement des démocrates puis du RPR et de l'UMP, maire du 15e arrondissement de Paris de 1983 à 2008 et député de la treizième circonscription de Paris de 1991 à 2007. Il a commencé sa carrière politique comme collaborateur de Georges Pompidou.

## Biographie
Après des études de droit, René Galy-Dejean commence sa carrière comme secrétaire particulier, puis chef adjoint de cabinet et enfin chef de cabinet du ministre des Postes et Télécommunications Jacques Marette, de 1962 à 1967. Il rejoint ensuite le cabinet de Georges Pompidou à Matignon, puis lorsque ce dernier succède au général de Gaulle à l'Élysée, René Galy-Dejean devient chargé de mission puis conseiller technique au secrétariat général à la présidence de la République. En janvier 1974, et jusqu'au décès de Georges Pompidou le 2 avril 1974, il devient chef de cabinet du président de la République,.
En parallèle, René Galy Dejean mène une carrière politique. De 1964 à 1965, il est adjoint au maire du 15e arrondissement de Paris ; de 1971 à 1977, conseiller de Paris. Maire du 15e arrondissement en 1983, il est élu député de la 13e circonscription de Paris lors d'une élection législative partielle contre la députée sortante Michèle Barzach.
Trésorier de la campagne d'Édouard Balladur en 1995. Il est entendu comme témoin assisté, par le juge du pôle financier Renaud Van Ruymbeke, le 15 février 2011 sur le versement, en espèces, sur le compte de campagne de l'ancien premier ministre, d'une mystérieuse somme de 7 millions de francs (un peu plus d'un million d'euros) qu'il assure n'avoir jamais déposée, le 26 avril 1995.
Lors des élections municipales de mars 2001, c'est en tant que candidat divers-droite qu'il se présente face aux listes RPR-UDF-DL présentées par Philippe Séguin et celles de Jean Tiberi (RPR dissident). Au soir du premier tour, il arrive second à droite avec 19 % des suffrages exprimés derrière la liste officielle du RPR menée par Édouard Balladur ((27 %). Les deux listes fusionnent pour le second tour et l'emportent avec 56 % des voix contre la liste socialiste menée par Anne Hidalgo. René Galy-Dejean est alors réélu maire du 15e arrondissement.
Il est élu député dès le 1er tour le 16 juin 2002, pour la XII (2002-2007), dans la circonscription du  13e arrondissement de Paris.
Il est membre du bureau exécutif de l'association « Les gaullistes du Renouveau Le Chêne » de Michèle Alliot-Marie.
Souhaitant rajeunir ses listes, l'UMP ne retient pas sa candidature pour les élections législatives de juin 2007 et présente Jean-François Lamour dans la 13e circonscription de Paris. Maintenant une candidature dissidente, René Galy-Dejean est exclu de l'UMP le 9 mai 2007. Au soir du premier tour, n'ayant réuni que 11,44 % des voix, René Galy-Dejean est éliminé du second tour opposant le candidat UMP Jean-François Lamour (36,59 %) à la candidate socialiste Anne Hidalgo (28,21 %).
Après sa défaite aux élections législatives de 2007, il participe à la création d'un nouveau groupe au Conseil de Paris, "Paris Libre" avec d'anciens dissidents de l'UMP. Il ne se représente pas aux élections municipales de mars 2008 et quitte la vie politique.

## Détail des mandats et fonctions
- 1964 - 1965 : adjoint au maire d’arrondissement de Paris 15e
- 1971 - 1977 : conseiller de Paris
- 06/03/1983 - 12/03/1989 : maire d'arrondissement de Paris 15e
- 14/03/1983 - 19/03/1989 : membre du conseil général de Paris
- 14/03/1983 - 19/03/1989 : membre du conseil municipal de Paris
- 12/03/1989 - 11/06/1995 : maire d'arrondissement de Paris 15e
- 20/03/1989 - 18/06/1995 : membre du conseil général de Paris
- 20/03/1989 - 18/06/1995 : membre du conseil municipal de Paris
- 04/02/1991 - 01/04/1993 : député de Paris (13e circonscription)
- 02/04/1993 - 21/04/1997 : député de Paris (13e circonscription)
- 19/06/1995 - 18/03/2001 : membre du conseil général de Paris
- 19/06/1995 - 18/03/2001 : membre du conseil municipal de Paris
- 25/06/1995 - 18/03/2001 : maire d'arrondissement de Paris 15e
- 01/06/1997 - 18/06/2002 : député de Paris (13e circonscription)
- 19/06/2002 - 17/06/2007 : député de Paris (13e circonscription)
- 19/03/2001 - 18/03/2008 : maire d'arrondissement de Paris 15e
- Vice-président secrétaire de l'Institut français de relations internationales (IFRI)[3].